# Golbaengi muchim

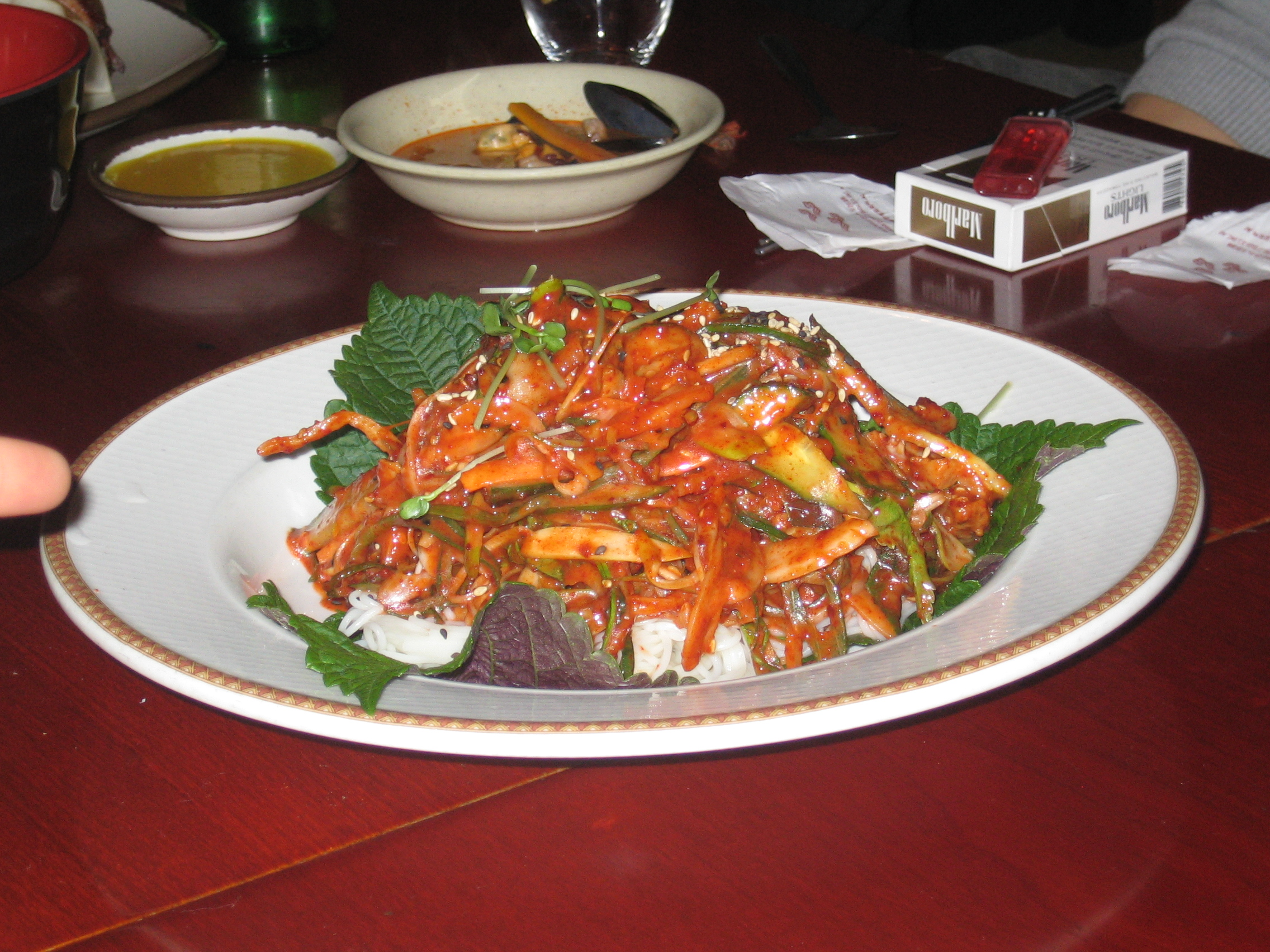
Un Golbaengi servido.

Golbaengi muchim (en coreano 골뱅이무침) es un tipo de ensalada coreana que se consume principalmente como anju cuando se sirve como bebida alcohólica tipos como el soju o cervezas. Se elabora con Neverita didyma, (una especie de caracol marino), tiras de calamar seco o Abadejo de Alaska resecados, verduras con pepino y cebollas. Todo ello mezclado con salsas y especiadas. Este tipo de condimento suele elaborarse con gochujang (pasta de chili), chili en polvo, vinagre, azúcar, sal, ajo picado y aceite de sésamo.